# علي باكدمان
علي باكدمان (مواليد 23 أغسطس 1990) هو مبارز بالسيف إيراني، مثّل بلاده في الألعاب الأولمبية الصيفية 2016.

## روابط خارجية
علي باكدمان على موقع الاتحاد الدولي للمبارزة (الإنجليزية)
- علي باكدمان على موقع أوليمبيديا (الإنجليزية)